# 九四式三十七粍砲
九四式三十七粍砲（きゅうよんしきさんじゅうななみりほう）は、1934年に大日本帝国陸軍が開発・採用した対戦車砲である。日本軍では対戦車砲のことを速射砲と呼んでいたため、九四式三十七粍速射砲と呼ばれることもあるが、制式名称に「速射砲」の語はない。1934年（昭和9年）は皇紀2594年にあたるため、九四式と名付けられた。
開発当初から発達しつつある装甲戦闘車両への対処に主眼が置かれており、帝国陸軍初の本格的な対戦車砲として日中戦争（支那事変）・ノモンハン事件・太平洋戦争（大東亜戦争）で使用された。

## 開発経緯
本砲登場以前の37mm級火砲としては、歩兵砲である狙撃砲や十一年式平射歩兵砲が存在した。後者はフランスのプトー37mm歩兵砲に影響され、1920年代初期に開発・採用された口径37mmの歩兵砲であり、直射による機関銃陣地（銃座）撲滅を目的としていた。十一年式平射歩兵砲は砲身長（口径長）28口径で初速450m/秒と、比較的砲身が短いため初速も遅かったが、本砲の使用する十二年式榴弾は当時の装甲車両に対し十分な威力を持っていた。
また、1931年（昭和6年）12月に伊良湖試験場にて現制歩兵火器の戦車・掩体・鉄条網など各種目標に対する効力試験を実施したが、試験では供試されたルノー甲型戦車に対し13mm機関砲の鋼心実包はもとより37mm以上の火砲の徹甲弾や榴弾、更には歩兵砲のような低初速の火砲ですら効力を有することが認められた。一方で日本製鋼所製の鋼板（「ニセコ鋼板」）に対する侵徹試験によって供試戦車の装甲板は新型のものに比べて著しく劣っていることが認識され、将来出現する新型戦車に対して十分な効力を持つ対戦車砲徹甲弾の研究促進を要するとの判決を得た。また1932年（昭和7年）11月にはルノー乙型戦車及び八九式軽戦車の装甲板の各種弾丸に対する抗力試験を実施した結果、より新型の戦車に対しては7.7mmや13mm等の小口径火器の徹甲弾や平射歩兵砲の十二年式榴弾ではそれほど効力を期待できないことが判明した。これらを経て陸軍では装甲板の研究を進めると共により大きな弾丸効力を持つ火砲及び弾丸の開発を進めた。

## 審査概要

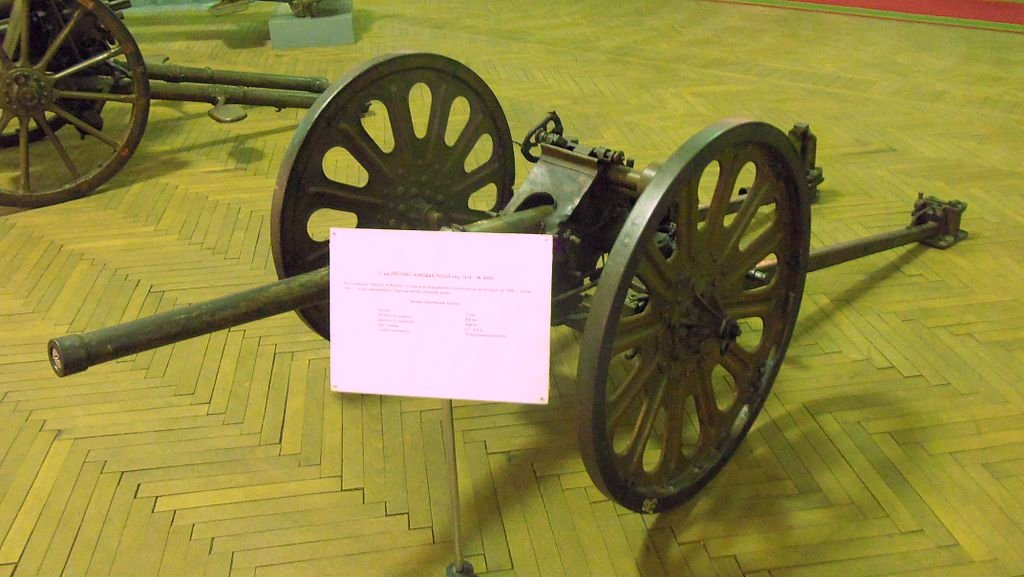
防楯等が欠落した九四式三十七粍砲。左奥は四一式山砲

以上のような経緯から陸軍は戦車を初めとする機械化兵器に対抗するための第一線兵器の必要性を認識し、対戦車砲の開発を決定した。1933年（昭和8年）6月30日の軍需審議会議決を経て同年9月14日の陸密第456号により新たに研究方針が追加され、これに基づく新型野戦平射速射砲の審査が開始された。研究方針として次のような点が示された。
- 口径は約37mm。
- 方向射界は50度以上。
- 高低射界は-10度～+15度程度。
- 発射速度は30発/分以上。
- 徹甲弾威力は距離1,000mで少なくとも20mm装甲板を貫徹し、かつ車内に破片威力を及ぼし得ること。
- 運動性は繋駕（馬にひかせる）、駄載（馬にのせる）もしくは人力牽引とし、放列砲車重量は300kg以内。

7月に設計に着手し、整備の急需に対応するために短期間で作業を進めた結果同年12月には初度竣工試験を実施するに至った。試験では機能は概ね良好で初速も所望の値に達すると認められたが、操砲を容易にするために閉鎖機並びに照準器に改良を加える必要性が指摘された。これに基づく改修を加えて翌1934年（昭和9年）2月の修正機能試験では機能抗堪性は十分であり実用試験に供することが決定された。小修正を加えた後、同月末には略射表編纂のための弾道性試験を実施した結果弾道性も概ね良好であり砲各部も多数弾の発射に堪えることが確認された。3月には前年10月から設計を開始していた本砲弾薬車が竣工した。
これを受けて同年4～5月にかけて本砲と弾薬車を陸軍歩兵学校に依託して実用試験を実施した。その結果本砲の機能・弾道性は良好であり対戦車砲として実用に値すると認められるが、脱駕後の運動性を高めるために重量をより軽減し、かつ陣地における目標を出来る限り小さくするために若干の修正が必要であるとの判決を得た。これを受けて6月に各部機能に修正を加えたものの試作に着手し、9月の竣工試験では良好な成績を収めた。9月から翌1935年（昭和10年）1月にかけて再度陸軍歩兵学校で実用試験を行った結果、方向精度の向上を要するが第一線対戦車用兵器として実用に値するとの判決を得た。これと平行して1934年12月から北満冬季試験への供試を行った。
以上をもって本砲は野戦における対戦車用兵器として実用に値すると認められ、1935年3月29日に仮制式が上申された。

## 構造

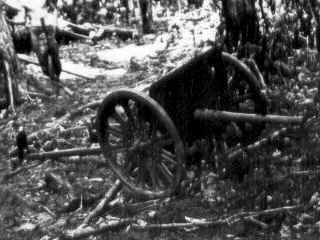
1942年11月、ガダルカナル島の戦いでアメリカ海兵隊に鹵獲された九四式三十七粍砲

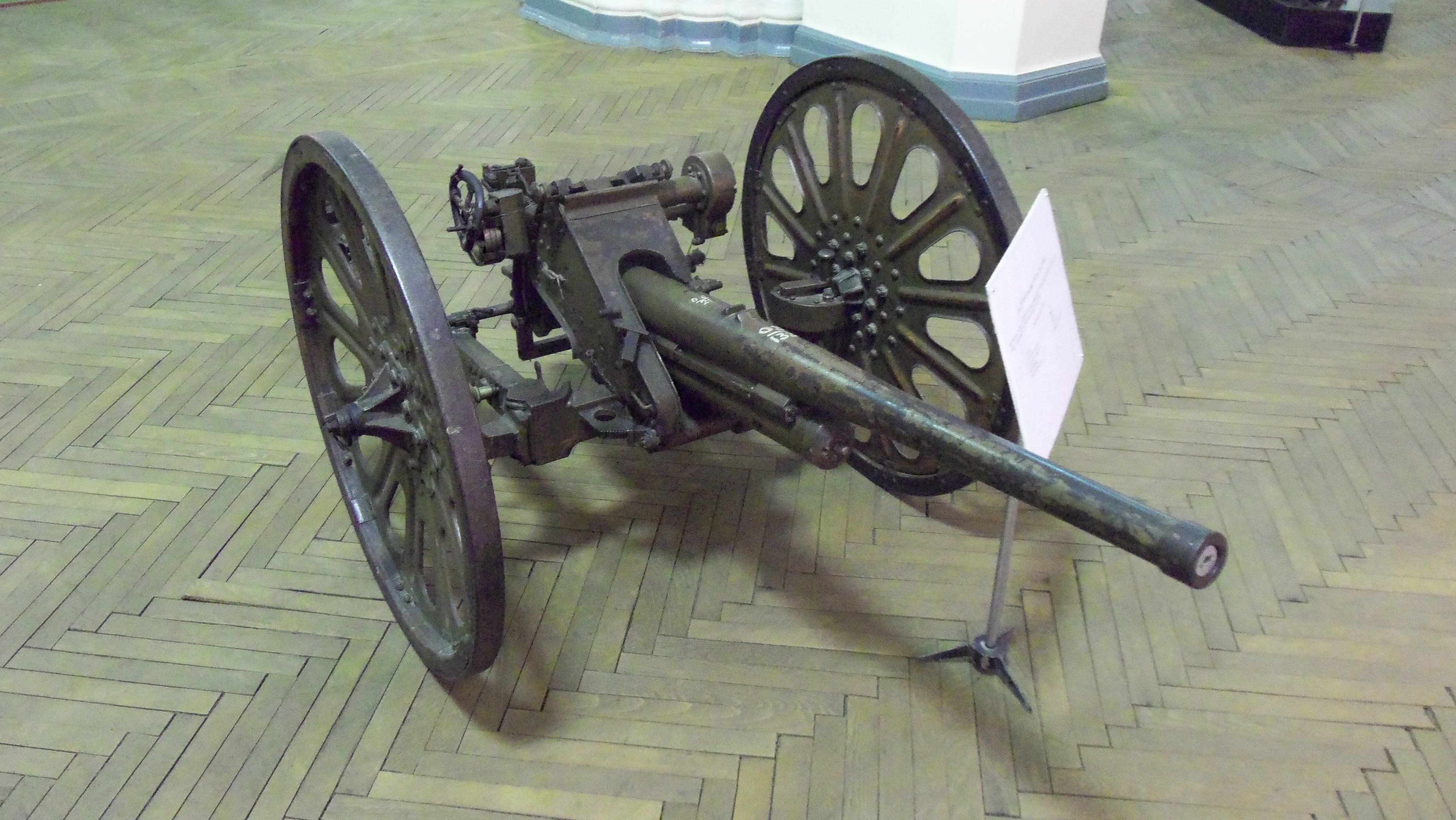
防楯等が欠落し、脚が切断されている九四式三十七粍砲

本砲は第一線で運用する野戦対戦車砲として設計されており、約700m/秒の高初速を以て距離1,000mで20mmの装甲を貫徹し車内に破片効力を及ぼすことが可能である。また高速で移動する目標に対し直接射撃を実施するために大きな方向射界を有する。本砲の砲身は単肉自緊砲身であり全長1706.5mmで約46口径、腔線は深さ0.4mmで傾角6度の12条である。高い発射速度を実現するために閉鎖機は半自動式を採用している。閉鎖機は試作段階で垂直式や右開き式などが試されたが、最終的には右側砲手に対応するために左開き式として制式化された。放列砲車重量は327kgで馬1頭により牽引されるが、戦場では砲手3名により人力で牽引することも可能である。また必要に応じて重量100kg以下の部品に分解し、4頭の馬に駄載して輸送するか人力で運搬した。車輪は鋼鉄製で、木製車輪のように乾燥時に間隙が発生することはない。射撃時は必要に応じて左車輪を広げることが可能であるが、これは方向射界を大きくした際に砲の左側に位置する砲手の操作性が低下しないための工夫であった。防盾は特殊鋼製で厚さは4mmである。照準器は直覘式単眼鏡で倍率は2.5倍、接眼部に緩衝用のゴム環を有する。照準線の横線両端及び縦線下部は太線となっており、薄暮黎明時など中央十時線の目視が困難な場合に照準の補助とすることが可能である。
本砲弾薬車である九四式三十七粍砲弾薬車の車台は一双の横梁と4つの横匡で枠型に構成され、梁横中央部に車軸托板を有する。梁横前端は上方向に屈折して轅棹室を形成し、一双の轅棹を取り付けて使用する。左方轅棹室下部には支棹吊鉤を有する。車体内部は界板乙で仕切られた3つの部屋から成り、中央部には弾薬箱8箱と属品箱2箱を収容する。前後の2室は曳索や槌等の属品類を収容する。なお、車輪は砲と同一のものを使用する。弾薬箱は鞄型で中央より2つに分かれ、蝶番で接続される。各箱は6発の砲弾を収容し、弾薬箱全体で12発の砲弾を運搬した。
本砲を騎兵用として使用するための九四式三十七粍砲運搬車の開発は昭和9年6月20日部案をもって開始された。同年7月に設計に着手し、同年10月に試作車が完成した。翌年2月から陸軍騎兵学校で実用試験を行い、実用に値すると認められて翌年4月2日に仮制式が上申された。運搬の際は後車に砲を積載し、砲弾を運搬する前車を付けた上で馬2頭により牽引された。前車の空重量は345kg、全備重量は500kgで砲弾96発を収容することが可能であった。後車の空重量は376.2kg、砲積載時の全備重量は730kgである。車輪径は120cm、轍間距離は1.5mとなっていた。なお緊急時には砲を運搬車に積載したまま発砲することも可能であった。
本砲及び弾薬車4門に対する装備品の運搬のために開発されたものが九四式三十七粍砲予備品車である。本車の車体は基本的に弾薬車と同一であり、界板を有さず轅棹托架及び車輪托架を装着したに過ぎない。積載品は属品箱、予備品箱、油脂箱等である。これらはいずれも負帯を付けて弾薬箱と同様に背負うことが可能であった。本車の重量は空虚重量140kg、全備重量360kgである。車輌諸元は全長3.3m、全幅1.2m、轍間距離1m、車輪中径90cm。本車は1935年10月に名古屋陸軍造兵廠に発注し、翌1936年（昭和11年）2月に試作車が完成した。その後審査を経て同年5月4日に仮制式が上申された。
運搬車の制式化に伴い、同じく騎兵用の弾薬運搬車として開発されたものが九四式三十七粍砲騎兵用弾薬車である。本車は前車と後車からなり、馬2頭により牽引することで運搬車と同一の運動性を有するものとした。前車は運搬車のものと同一であるが、弾薬箱のみ積載する。後車車体内部は3列4段に区分され、弾薬箱12箱を積載した。前車の空重量は293kg、全備重量は510kg。後車の空重量は320kg、全備重量は590kgである。砲弾は前車108発、後車144発の合わせて252発を輸送することが可能であった。本車は1935年10月に名古屋陸軍造兵廠に発注し、翌年2月に試作車が完成した。その後弾薬車と共に騎兵学校に審査を依託した結果実用に値すると認められて同年9月30日に仮制式が上申された。
また機械牽引によって本砲を高速で運搬するために開発されたものが九四式三十七粍砲機動運搬車である。本車に対する要求は全備重量1t・最大速度45km/時であり、1936年9月に設計を開始した。試製品は名古屋陸軍造兵廠熱田製造所で製作され、1937年（昭和12年）4月に竣工し機能・運行試験を実施した。試験成績に基づく修正を加えた試製車は同年7月に運行試験及び陸軍歩兵学校での実用試験を行い、一部の改修により実用に値するとの判決を得た。また同年度の北満冬季試験に4両を供試し、実用に値するとの評価を受けた。本車は1938年（昭和13年）8月20日に仮制式が上申された。本車は前車を介さず直接牽引車と接続し、前車に搭載される装備品は牽引車に積むものとした。全備重量は836kg、全長は3.87m、最高地上高は1.49mである。牽引車輌には牽引車もしくは自動貨車を用い、最高牽引速度は45km/時である。また緊急時には牽引車から切り離し、駐鋤を打ち込んで制転機を緊定することで運搬車上から射撃することが可能であった。

## 運用
九四式三十七粍砲は歩兵連隊の速射砲中隊に4門ずつ配備された。速射砲中隊の編制は4個分隊（戦砲隊と称した）から成り、本砲1門で1個分隊を編成することになる。分隊は分隊長・砲手・砲手予備・装填手・伝令・弾薬手（5名）および排莢できなかった際に洗桿（砲腔を洗浄するための棒）で薬莢を抜き出す係の合計11名から成る。放列を敷く場合、分隊間の距離は約100mで、分隊の後方300mに小隊本部（2個分隊を管轄）、さらにその300m後方に中隊本部が設置される。中隊本部と小隊本部は有線電話で結ばれるが、小隊本部と各分隊との間は伝令を走らせて連絡を取ることになる。この布陣はあくまで一般的なものであり、地形や状況によってその都度指揮官が判断することになる。
本砲の駄載には十五年式駄馬具を使用した。本砲を駄載する場合の区分は次のようなものであった。第1号馬は砲身1(76kg)・担棍1(4kg)・轅棹4(7.5kg)。合わせて駄馬具37.33kg・架匡托架3.17kg・馬糧2.6kgがあり、1号馬全体で130.6kgを運搬する。第2号馬は砲架1(95.4kg)のみ、合わせて駄馬具37.33kg・架匡托架3.17kg・馬糧2.6kgがあり、2号馬全体で136.5kgを運搬する。第3号馬は揺架1(23.2kg)・車輪2(右31.6kg、左36.2kg)。合わせて駄馬具37.33kg・架匡托架7.07kg・馬糧2.6kgがあり、3号馬全体で138.0kgを運搬する。第4号馬は砲脚2(右26.8kg、左21.4kg)・属品箱2(24kg)、防盾1(16kg)。合わせて駄馬具37.33kg・架匡托架11.67kg・馬糧2.6kgがあり、4号馬全体で139.8kgを運搬する。弾薬馬は弾薬箱4(84kg)・両頭槌2(7.6kg)。合わせて駄馬具31.775kg・架匡托架5.725kg・馬糧2.6kgがあり、弾薬馬全体で131.7kgを運搬する。以上が標準的な駄載区分であった。また駄載用の弾薬箱として30発を収容可能な木製弾薬箱も制式化された。本弾薬箱は空重量13kg、全備重量49kgで茶褐色に塗装されていた。
上述の様に本砲は、歩兵と行動を共に出来ることを条件に一種の歩兵砲としての考え方で配備された。

尚、装甲の厚い大きな戦車に対しては、砲兵の榴弾射撃によってその爆発効力で無限軌道装置または砲塔を吹きとばそうという思想であった。

## 砲弾

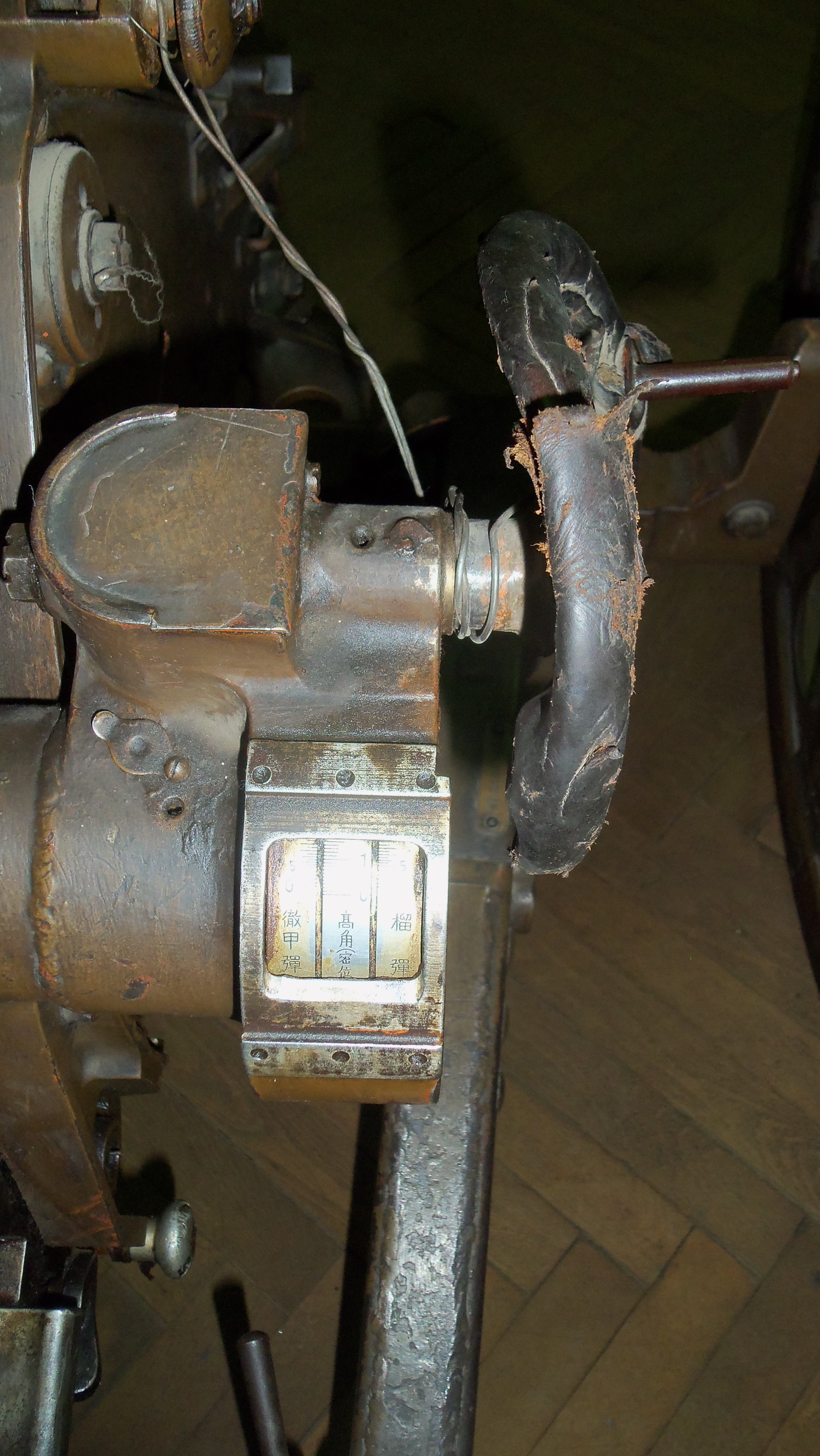
九四式三十七粍砲の分画表示器。砲身の高低角度を調節すると、弾種に応じた目安射距離が表示される。

本砲は主任務である対戦車射撃用の徹甲弾、及び副任務である軟目標射撃用の榴弾を使用する。徹甲弾は1931年8月に現制平射歩兵砲及び開発中の試製三十七粍機関砲用弾薬として研究が開始された。同年12月には伊良湖試験場で第1号弾の試験が実施されたが、試験弾は強度が不足し定心部付近で折れるものがあった。そこでこの部分の肉厚を増した第2号弾の試験が1932年5月に伊良湖試験場で実施されたが、弾体抗力は依然として不足していた。そこで1933年6月に九四式三十七粍砲の研究が開始されると本砲用の弾薬として設計を改め、合わせて信管も従来の平射歩兵砲用の十二年式信管から九四式小延弾底信管に変更した。同年10月に伊良湖試験場で実施された第3号弾の試験では弾体抗力は概ね十分と認められたが、弾頭の炸薬量不足により貫徹後の破壊力が不十分であるとされた。1934年2月には第4号弾の試験を実施し、侵徹能力・炸裂威力・炸薬安全性は概ね十分であったが、貫徹能力を向上するために弾量を減少することとした。そこで弾尾を狭窄した第5号弾の試験が同年5月に実施され、審査の結果実用に適するものと認められた。本砲弾は九四式徹甲弾として制式化され、装甲板に対する貫徹能力は350mで30mm（存速575m/秒）、800mで25mm（同420m/秒）、1,000mで20mm（同380m/秒）である。また弾頭内に炸薬を有し、貫徹後に車内で炸裂して乗員の殺傷及び機器の破壊を行うのに適していた。
一式徹甲弾の場合、第一種防弾鋼板に対する貫徹能力は1000mで25mm、砲口前（距離不明、至近距離と思われる）では50mmであった。
また1942年5月の資料によれば、本砲は試製徹甲弾である弾丸鋼第一種丙製蛋形徹甲弾（一式徹甲弾に相当）を使用した場合、以下の装甲板を貫通するとしている。
- 200mで49mm（第一種防弾鋼板）/28mm（第二種防弾鋼板）
- 500mで41mm（第一種防弾鋼板）/24mm（第二種防弾鋼板）
- 1,000mで31mm（第一種防弾鋼板）/16mm（第二種防弾鋼板）
- 1,500mで23mm（第一種防弾鋼板）/15mm（第二種防弾鋼板）

別の資料では、弾丸鋼第一種丙製の仮帽付徹甲弾(APBC-HE)を試作したが、同じく弾丸鋼第一種丙製の蚕形徹甲弾(AP-HE)と比較して、各種防弾鋼板に対する貫通性能の差が少ないという特徴があったが、性能が低かったため、採用は見送られた。
本砲を鹵獲したアメリカ陸軍省の1945年8月の情報資料によれば、垂直装甲に対して射距離0ヤード（0m）で2.1インチ（約53mm）、射距離250ヤード（約228.6m）で1.9インチ（約48mm）、射距離500ヤード（約457.2m）で1.7インチ（約43mm）を貫通するとしている（ただし使用弾種は九四式徹甲弾となっているが、貫徹威力が日本側の一式徹甲弾のデータと近似していることから、米側の表記ミスか双方の徹甲弾を混同した可能性がある）。

榴弾は1933年12月に伊良湖試験場で第1号弾の試験を実施し、弾丸機能及び弾道性は概ね良好であったが弾量がやや軽いと指摘された。そこで弾量を650gに増加した第2号弾の試験が伊良湖試験場で1934年4月に実施され、更に同年6月には相馬原演習場でも試験を実施した。その結果弾丸機能並びに弾道性は良好であり実用に適すると認められた。本砲弾は九四式榴弾として制式化され、着弾時の効力半径は約7mである。薬筒は徹甲弾と同一である。
平時の訓練などに用いる演習弾（代用弾）としては九四式徹甲弾代用弾、九四式榴弾代用弾が制式化された。徹甲弾代用弾は徹甲弾開発完了後の1934年6月に設計に着手し、同年8月の試験で実用性を認められた。弾頭には炸薬及び信管を有さないために遠距離の弾着観測は困難であった。榴弾代用弾は1933年12月に第1回試験を実施、その後榴弾の設計変更に伴い修正を加えた砲弾の試験が翌1934年8月に実施されて実用性を認められた。こちらは炸薬として黒色小粒薬25gを有するために弾着時に白色爆煙を発するために弾着観測が容易であった。以上の4種の砲弾及び空包は1935年7月1日に仮制式が上申された。
本砲は37mm級の対戦車砲としては比較的早い時機に開発されていたことや陸軍の運用環境と砲重量に対する要求、また想定する脅威の違いにもよるが他国の同級対戦車砲と比較すると装薬量が少ない砲弾を使用するために初速がやや低い。また当時の日本の冶金技術の低さゆえに弾頭強度が低く徹甲弾の貫徹能力で劣っているとの指摘があるが、資源上の制約から優良な金属を使えないことも影響していた（試作したタングステン鋼製の高性能弾頭による実験では距離200mで第一種防弾鋼板53mmを貫徹することが可能であった）。
そして希少金属の制約から弾頭の強度が低かった要因に加えて、九〇式五糎七戦車砲と九七式五糎七戦車砲の九二式徹甲弾や、九四式三十七粍戦車砲と本砲の九四式徹甲弾（九四式三十七粍戦車砲の九四式徹甲弾の弾頭と同一）など、これらに主に使用された徹甲弾の場合は、弾殻を薄くし、内部に比較的大量の炸薬を有する徹甲榴弾（AP-HE）であり、厚い装甲板に対しては構造的な強度不足が生じていたことが原因として挙げられる。とはいえ、これらも制式制定当時の想定的（目標）に対しては充分な貫通性能を持っていた。後に開発された一式徹甲弾では貫徹力改善のために弾殻が厚くなっている。
※諸外国の例としてアメリカのM3 37mm砲の徹甲弾（AP）である「AP M74 shot」は砲弾の中心まで無垢の鋼芯であり、構造的な強度上では砲弾の中心に炸薬がある五糎七戦車砲の九二式徹甲弾や九四式三十七粍砲の九四式徹甲弾のような徹甲榴弾（AP-HE）よりも有利である事が分かる。
なお徹甲弾の威力強化のために薬莢の容積を増やした新型砲弾の研究も実施されていたものの、過度の軽量化のために砲尾の強度が不足しており新型砲弾の試験の際に脱底（砲尾が外れること）が発生し試験員が死亡するという事故も発生した。その後、所要の改良を加えて1941年（昭和16年）に砲尾を強化した一式三十七粍砲が作られた（#派生型参照）。
1938年3月4日には本砲用の榴弾として満州事変で押収された砲弾が一三式榴弾として準制式化された。装薬量は異なるものの、薬莢については九四式徹甲弾のものと同じものを使用した。初速は613m/秒、着弾時の効力半径は九四式榴弾と同じく7mであった。1937年10月に伊良湖試験場で各種試験を実施した結果、九四式三十七粍砲での運用において実用上の問題は無いと認められた。
太平洋戦争末期には既に第一線対戦車火砲としての効力を失っていた本砲を再活用する目的で外装タ弾の開発が進められた。タ弾とは穿甲榴弾（成型炸薬弾）の秘匿名称であり、日独軍事技術交流によって1942年（昭和17年）5月にドイツから日本に持ち込まれた技術である。本砲用タ弾は貫徹能力に必要な砲弾径を確保するために外装式とし、直径は80mmで100mmの装甲板を貫徹した。砲弾は有翼式で全長はII型で456mm、III型で465mmであった。終戦時点では未だに整備途上であり、戦力化はされていなかった。
現在、九四式三十七粍砲の薬きょうが横須賀の居酒屋信濃に展示されている。
| 使用弾薬一覧（九四式三十七粍砲） |                    |                          |                   |                                        |         |
| 種類                             | 型番               | 信管                     | 全備弾量/全備筒量 | 炸薬/装薬                              | 初速    |
| 榴弾                             | 九四式榴弾         | 九三式小瞬発信管         | 645g/1,155g       | 黄色薬20g・茶褐薬38.5g /八番管状薬121g | 706m/秒 |
| 榴弾(準制式)                     | 一三式榴弾         | 押収一四式小瞬発信管(甲) | 664g/-g           | 茶褐薬62g/-g                           | 613m/秒 |
| 徹甲弾                           | 九四式徹甲弾       | 九四式小延弾底信管       | 700g/1,210g       | 黄色薬10g/八番管状薬121g               | 700m/秒 |
| 徹甲弾                           | 一式徹甲弾         | 一式徹甲小一号弾底信管   | -g/1236g          | -g/-g                                  | -m/秒   |
| 成型炸薬弾                       | 外装タ弾           | -                        | -g/-g             | -g/-g                                  | -m/秒   |
| 演習弾                           | 九四式榴弾代用弾   | 九三式小瞬発信管         | 645g/1,155g       | 黒色小粒薬25g/八番管状薬121g           | 706m/秒 |
| 演習弾                           | 九四式徹甲弾代用弾 | 九四式小延弾底信管       | 700g/1,210g       | 無し/八番管状薬121g                    | 700m/秒 |
| 空包                             | 空包               | 無し                     | 無し/-g           | 無し/一号空包薬-g                      | 無し    |

## 実戦

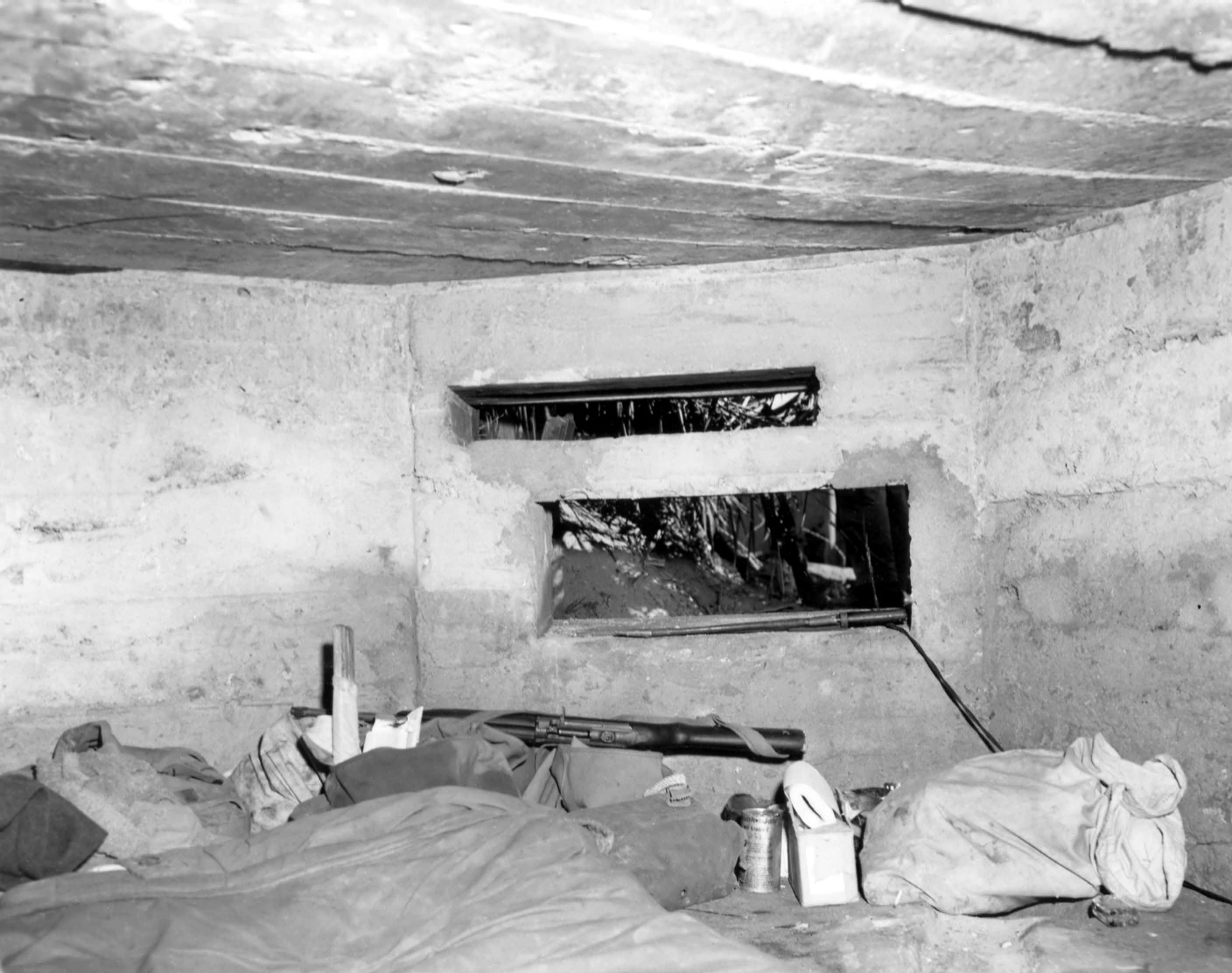
グアムの戦いで日本軍が構築した三十七粍砲用の特火点。砲口用と照準器用とで分かれた開口部や、車輪用の溝が設けられている。攻撃時には激しい反撃を受ける対戦車砲にとってこのような防御陣地を利用することは大いに効果があった。

九四式三十七粍砲が初めて大規模な対戦車戦闘を行ったのは1939年のノモンハン事件である。同戦闘ではソ連赤軍のBT-5やBT-7、T-26等の戦車を相手に奮戦し、多くの車両を撃破もしくは擱坐（行動不能）させた。ソビエト連邦の崩壊後に公開された当時のソ連側資料では戦車及び装甲車の損失原因の75～80%が日本軍の対戦車砲射撃によるものであるとしている。しかし数に勝る敵によって撃破された本砲も多く、また停戦後の9月19日時点で55門の鹵獲が確認されている。
太平洋戦争勃発後は南方に送られて各戦線で使用された。戦争初期、南方作戦のマレー作戦では連合軍の装甲車輌はユニバーサル・キャリアやランチェスター装甲車等の装甲車であり、蘭印作戦ではヴィッカース・カーデンロイド軽戦車やマーモン・ハリントン軽戦車、各種装甲車が中心であったために本砲は相応の働きを見せている。一方でフィリピン作戦やビルマ作戦においてM3軽戦車に遭遇した際にはその装甲に苦戦を強いられることもあった。一例としてビルマ作戦中、ラングーン北東のペグーにおいてイギリス第7機甲旅団第2連隊所属のM3軽戦車が、インド第19師団と共に南下する日本軍第55師団からペグーを防衛する任務についていた。これに対して1942年3月5日に第15軍直属の独立部隊、第11独立速射砲中隊が戦闘を行ったものの、直前にM3軽戦車と砲火を交えて全滅した戦車第2連隊所属の九五式軽戦車中隊（中隊長車及び第1小隊3両）と同様にその装甲に苦戦することとなった。

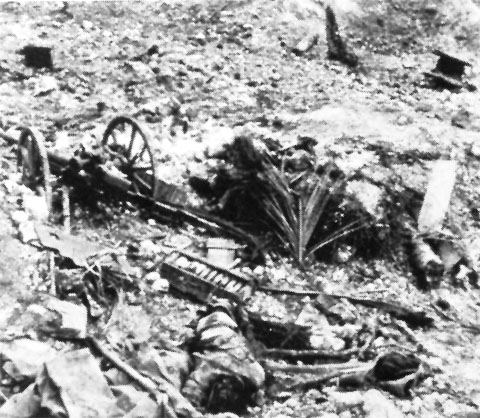
ニュージョージア島の戦いにおける九四式三十七粍砲

戦争中期以降の南方における島嶼防衛線では、本砲のような直射火砲は砲爆撃や敵の反撃から身を守るための工夫を迫られた。マキンの戦いではオープントップ式の対戦車砲陣地が出現した。これは間に砂を詰めた二重の丸太の壁で囲われた四角形の一角に射撃口を有するコンクリート（ベトン）製の張り出しを設け、反対側の角は砲の搬入のために開放されていた。更に戦争末期にはコンクリートとサンゴ岩から成る堅牢な特火点（トーチカ）が造られるようになった。このタイプは天井も覆われており、側方に砲の搬入口を有していた。
戦争中後期には後継の一式機動四十七粍砲が配備されるようになったが、本砲も威力不足ながら使用は終戦まで継続されていた。一例として1945年（昭和20年）2月21日に北ビルマのイラワジ河畔のシングーにおいて、歩兵第119連隊に所属する機動砲小隊がたった1門の本砲でM3中戦車を相手に奮戦し、弾薬切れとなり直後に砲が破壊されるまで5輌を擱坐させる戦果を挙げている。本部隊は本来は一式機動四十七粍砲を装備する隊であったが爆撃でそれを失い、代わりに九四式三十七粍砲を受領していた。本砲では距離80mからの側面を狙った射撃でも装甲を貫通できないため、連続着弾の衝撃で内部を損傷させて行動不能に追い込んでいる。
またタラワの戦いにおいては、本砲及び九五式軽戦車によって米海兵隊のM4中戦車を撃破した可能性のある事例が存在する（米軍側の記録では米海兵隊第1戦車大隊C中隊第3小隊所属の車輌名"Charlie"は47mm対戦車砲による撃破となっているが、タラワ防衛を担当していた日本海軍の第3特別根拠地隊に配備されていたのは九五式軽戦車及び九四式三十七粍砲であり一式機動四十七粍砲の配備は確認されていない）。

## 派生型

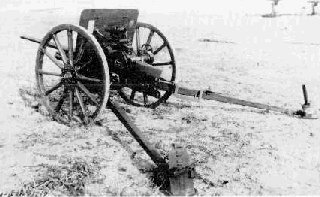
一式三十七粍砲。砲尾を強化し、装薬量を増大した一式徹甲弾の使用が可能になった

本砲の派生型としては以下の火砲がある。
一式三十七粍砲
1941年に開発された改良型。一式徹甲弾（全備筒量1.57kg・装薬量186g・初速812m/秒）使用のため、砲尾が強化されるなどしている。
一式三十七粍戦車砲と弾薬の互換性あり。
らく号三十七粍砲
「らく」とは「落下傘空挺」の略号。挺進部隊用に各部を改修・軽量化し物料箱で落下傘投下が可能である。
防盾や脚に折り畳み機構を用い、簡素かつ分解結合は容易である。
砲身は九四式三十七粍砲（砲内経始は一式三十七粍砲のものに同じ）だが駐退機や揺架は一式三十七粍砲のものを使用。
大架・高低照準機・方向照準機・駐鋤は狙撃砲のものを改修して使用。車輪は二つ割の特殊なものを使用。砲は単脚式である。
対戦車砲としては威力不足のため1944年（昭和19年）8月に研究中止。
らく号九四式三十七粍砲
九四式三十七粍砲の防盾・車輪・高角転輪・方向転輪・脚頭架枢軸・砲架枢軸を改修してらく号火砲としたもの。
らく号一式三十七粍砲
らく号三十七粍砲とほぼ同様だが、威力増大を狙って一式三十七粍砲の砲身を使用したもの。
後座長がらく号三十七粍砲の410mmから510mmに増大した。
らく号狙撃砲
九四式三十七粍砲の砲身・揺架・駐退復座機を一部改修して、狙撃砲の砲架に載せたもの。

## 類似火砲
本砲は以下の類似火砲と混同されがちであり、かかる誤解からデータの改ざんや性能の推測困難性が主張されることもある。以下の火砲は名称や規模、運用時期が近いものの本砲とは別系統で開発された火砲であり注意が必要である。
九四式三十七粍戦車砲
車載改造された狙撃砲に代わり、九五式重戦車の副砲として開発され、九五式軽戦車等に主砲として搭載された。
砲弾については本砲と同じものを使用するが短い薬莢を使用するため、弾薬筒全体では互換性が無い。
砲身長1358.5mm、九四式徹甲弾を使用した場合の初速は574.5m/秒。
九八式三十七粍戦車砲
九四式三十七粍戦車砲の薬室を拡大、所要各部を補強し、本砲との弾薬筒の互換性を実現した。
砲身長1358.5mm、九四式徹甲弾の初速685m/秒、一式徹甲弾の初速704m/秒。
一〇〇式三十七粍戦車砲
九八式三十七粍戦車砲の砲身長を伸ばした改良型で九七式車載重機関銃と双連とされている。九八式軽戦車等に搭載された。九八式三十七粍戦車砲と同じく本砲との弾薬筒の互換性がある。
砲身長1699mm、一式徹甲弾の初速700m/秒。
一式三十七粍戦車砲
一〇〇式三十七粍戦車砲の改良型で、薬室を拡大、所要各部を補強した。一式三十七粍砲と弾薬の互換性がある。
一〇〇式と同じく、九七式車載重機関銃との双連である。二式軽戦車の主砲として搭載された。また、五式中戦車試作車の車体前面にも搭載されていた。一式徹甲弾の初速800m/秒。
ラ式三十七粍対戦車砲
中国戦線で鹵獲したドイツ製3.7cm PaK36対戦車砲を準制式としたもの。
速射砲用九四式徹甲弾を使用する試験では一部の砲弾に過早発が発生した。
以上の多種が同時期に共存しており、非常に間違いやすいので注意が必要である。戦史関係の書籍の記載も誤りの場合が多い。